# Jorge Steffano
Jorge Steffano, vollständiger Name Jorge Leonardo Steffano Sosa, nach anderen Quellen Jorge Steffano Soca, (* 11. März 1965) ist ein ehemaliger uruguayischer Judoka.
Steffano nahm für sein Heimatland an den Südamerikaspielen 1986 in Chile teil. Auch stand er im Aufgebot der uruguayischen Mannschaft für die Olympischen Sommerspiele 1992 in Barcelona und die Olympischen Sommerspiele 1996 in Atlanta. Dort ging er jeweils im Halbleichtgewicht an den Start und belegte 1992 nach Siegen gegen den aus dem Tschad stammenden Sakor Rodet sowie gegen Perec Senne den 20. Platz, nachdem er am Argentinier Morales scheiterte. 1996 schloss er den Wettbewerb als 21. ab.